# Кардиограф
Кардио́граф — медицинский измерительный прибор для графического изображения движений сердца, то есть для получения кардиограммы, или сердечной и верхушечной кривой.
Первые кардиографы были механическими: движения сердца (обнаженного или вырезанного), либо движения грудной стенки, обусловливаемые сердечными толчками передавались изогнутой пружине, а от неё воздушной камере, которая при посредстве каучуковой трубки соединялась с другой воздушной камерой; к последней был прикреплен пишущий рычаг. Каждое движение сердца приводило в движение изогнутую пружину, а вместе с тем и пишущий рычаг через передачу воздушных колебаний. Движения рычага вычерчивались на закопченной поверхности вращающегося цилиндра. Точность механических кардиографов оставляла желать лучшего, кроме того, их большим минусом было то, что прибор, помимо сердечной деятельности, фиксировал все движения тела, что неминуемо отображалось на его точности.
В третьей четверти XIX века учёным-медикам стало известно, что сердце во время своей работы производит некоторое количество электричества. Это привело к появлению первых электрокардиографов и за довольно короткий промежуток времени, много более точная, электрокардиография практически полностью вытеснила механические кардиографы.